# ブライアン・バグナス
ブライアン・ベロヤ・バグナス（Bryan Berroya Bagunas, 1997年10月10日 - ）は、フィリピンの男子バレーボール選手である。フィリピン代表。

## 来歴
高校2年の時に本格的にバレーボールに取り組み始める。ナショナル大学に進学し大学のチームであるNUブルドッグス (en) でプレーすると、2017年と2018年の優勝に貢献した。
クラブチームでは2016年にフィリピン空軍エアスパイカーズの複数のタイトルに貢献した。
2019年、V.LEAGUE DIVISION1の大分三好ヴァイセアドラーにアジア枠選手として加入した。同年には東南アジア競技大会に出場。42年ぶりの決勝進出を果たし、最終的に敗れたものの銀メダルに貢献した。
大分三好には3シーズン在籍し、2022年に退団。台湾の連莊排球隊 (zh) に加入した。
2025年、SVリーグの大阪ブルテオンに入団。

## 人物
- 2023年に結婚している[6][7]。

## 球歴
- フィリピン代表（2014年-）
  - 東南アジア競技大会 - 2017年、2019年（銀メダル）

## 所属チーム
- NUブルドッグス (en) （2014-2019年）
- フィリピン空軍エアスパイカーズ（英語版）（2016-2017年）
- Sta. Elena Ball Hammers (en) （2017-2018年）
- フィリピン空軍エアスパイカーズ（英語版）（2018-2019年）
- 大分三好ヴァイセアドラー（2019-2022年）
- 連莊排球隊 (zh) （2022-2024年）
- シグナルHDスパイカーズ（英語版）（2023-2025年）
- 大阪ブルテオン（2025年-）

## 受賞歴
- 2016年 - スパイカーズ・ターフ Reinforced Open Conference (en)  - 決勝戦MVP
- 2017年 - UAAP (en) シーズン79 - ベストサーバー
- 2017年 - UAAPシーズン80 - 決勝戦MVP
- 2018年 - プレミアリーグ Reinforced Conference - 決勝戦MVP
- 2018年 - プレミアリーグ Collegiate Conference - 決勝戦MVP、ベストアウトサイドスパイカー1位
- 2018年 - プレミアリーグ Open Conference - シーズンMVP、ベストアウトサイドスパイカー2位
- 2018年 - UAAPシーズン81 - シーズンMVP、ファイナルMVP、ベストアウトサイドスパイカー1位、ベストサーバー
- 2023年 - 企業排球聯賽 - MVP、ベストアウトサイドヒッター、ベストスコアラー
- 2024年 - スパイカーズ・ターフ Open Conference - 決勝戦MVP
- 2024年 - 企業排球聯賽 - MVP、ベストアウトサイドヒッター、ベストスコアラー、ベストサーバー